# Greggio
Greggio ist eine Gemeinde in der italienischen Provinz Vercelli (VC), Region Piemont.

## Lage und Einwohner
Greggio liegt etwa 30 km westlich von Novara und hat 324 Einwohner (Stand 31. Dezember 2023). Sie liegt nahe vom Sesia. Die Nachbargemeinden sind Albano Vercellese, Arborio, Recetto, San Nazzaro Sesia und Villarboit.
Das Gemeindegebiet umfasst eine Fläche von 11 km².